# Tangaroa (Schiff)
Die Tangaroa ist ein Forschungsschiff des neuseeländischen National Institute of Water and Atmospheric Research.

## Geschichte
Das Schiff wurde Anfang der 1990er-Jahre unter der Baunummer 142 auf der norwegischen Mjellem & Karlsen Verft gebaut. Die Kiellegung fand im Juli 1990, der Stapellauf am 17. Dezember 1990 statt. Die Fertigstellung des Schiffes erfolgte im Mai 1991.
Benannt ist das Schiff nach Tangaroa, dem Meeresgott in der Mythologie der Māori.

## Technische Daten und Ausstattung
Das Schiff wird von einem Wärtsilä-Dieselmotor (Typ: 8R32D) mit 2999 kW Leistung angetrieben. Der Motor wirkt über ein Untersetzungsgetriebe auf einen Verstellpropeller. Das Schiff ist mit je einem elektrisch angetriebenen Bug- und Heckstrahlruder mit 600 bzw. 800 kW Leistung sowie im Bugbereich zusätzlich mit einer elektrisch angetriebenen, ausfahrbaren Propellergondel mit 800 kW Leistung ausgerüstet. Das Schiff verfügt über ein System zur dynamischen Positionierung (DP2).
Für die Stromerzeugung stehen ein vom Hauptmotor angetriebener Leroy-Somer-Wellengenerator mit 900 kVA Scheinleistung sowie zwei Cummins-Dieselgeneratoren mit 1800 kW Leistung zur Verfügung. Weiterhin wurde ein Cummins-Hafen- und Notgenerator mit 400 kVA Scheinleistung verbaut.
Das Schiff ist mit verschiedenen Echoloten für Forschungs- und Vermessungsaufgaben ausgerüstet. Es verfügt über verschiedene Hebewerkzeuge, darunter ein Heckgalgen, sowie Winden für das Schleppen von Netzen und Forschungsgerät. Für das Ausbringen von Forschungsgerät steht auch ein Moonpool zur Verfügung. An Bord sind verschiedene Labore eingerichtet. Die Laborkapazitäten lassen sich durch Laborcontainer erweitern. An Deck ist Platz für drei 20-Fuß-Container. Das Schiff verfügt über verschiedene Kühlräume.
An Bord ist Platz für 40 Personen, die in 22 Einzel- und neun Doppelkabinen untergebracht werden können. An Bord ist eine Krankenstation eingerichtet.
Das Schiff kann 60 Tage auf See bleiben. Der Rumpf des Schiffes ist eisverstärkt (Eisklasse 1C).